# Зыков, Сергей Павлович
Серге́й Па́влович Зы́ков (1830 — 31 марта (13 апреля) 1919, Петроград) — русский генерал от инфантерии, издатель и журналист, главный редактор газеты «Русский инвалид», журналов «Досуг и дело» и «Русская старина».

## Биография
Родился в 1830 году, происходил из дворян Петербургской губернии. Отец - чиновник Павел Сергеевич Зыков (1778-1854), мать - купеческая дочь Анастасия Федоровна, урожд. Зайцева (1810-1860).  Воспитание получил в 1-м кадетском корпусе, из которого выпущен в офицеры 26 мая 1849 года; в 1856 году окончил Императорскую военную академию. В 1862 году, состоя в комиссии генерала Тотлебена, Зыков составил большую часть 1-го тома «Описания обороны Севастополя». В 1863 году участвовал в подавлении польского восстания, во время которого командовал отдельным отрядом, разбил при м. Лочине шайку повстанцев, за что был награждён золотой шашкой с надписью «За храбрость».
17 марта 1865 года был назначен членом Военно-учёного комитета Главного штаба и занимал эту должность на протяжении 35 лет, получив за это время чины генерал-майора (30 августа 1875 года) и генерал-лейтенанта (30 августа 1885 года); в отставку вышел в возрасте 70 лет 5 мая 1900 года с производством в генералы от инфантерии, с мундиром и пенсией. На 1917 год проживал в Петрограде.
С 1865 по 1868 годы редактировал «Русский инвалид», бывший в то время большой политической газетой, в которой сотрудничали: Николай Милютин, Бушен, Коялович, Бекетов, Суворин, Буренин и другие, и некоторые статьи которой читались в корректуре императором Александром II.
В 1868 году был в комиссии генерал-адъютанта Сколкова для объезда и реорганизации Восточной Сибири. 30 августа 1874 года произведён в генерал-майоры. В 1878 году, в предвидении возможной войны с Англией, был назначен начальником штаба морской и береговой обороны Кронштадта. Зыков был одно время постоянным сотрудником «Отечественных записок», «Санкт-Петербургских ведомостей» и «Военного сборника», с 1875 года редактировал журнал «Досуг и дело».
С 1894 по 1897 года и с 1904 по 1907 год был редактором «Русская старина». Затем он составил и издал: «Поход Перовского в Хиву в 1839 г.», «Географические и статистические очерки Царства Польского» и «Описание войны 1877—78 гг. на европейском и азиатском театрах». Затем под его редакцией изданы «Физическая география» Клодена, «Земля и Люди» и «Всеобщая география» Реклю и «История французской революции» Луи Блана; им переведены и изданы: «Тактика» Ренара и «История кампании 1815 г.» Шарраса. Кроме того, им составлено и издано большое количество популярных брошюр; совместно с А. А. Ильиным издавал журнал «Всемирный путешественник».
Похоронен на кладбище Новодевичьего монастыря.
Жена - купчиха 2 г. Татьяна Осиповна Осипова.
Сын Александр (1871—1916), полковник лейб-гвардии Семёновского полка, убитый в Первую мировую войну.
Сын Петр.

## Награды
- золотая шашка «За храбрость» (1863);
- орден Св. Владимира 4-й (1868);
- орден Св. Владимира 3-й (1870);
- орден Св. Станислава 1-й (1878);
- подарок по чину (1881);
- орден Св. Анны 1-й (1881);
- орден Св. Владимира 2-й (1884);
- орден Белого орла (1890);
- Высочайшее благоволение (1897);
- орден Св. Александра Невского (26 мая 1899 года).

иностранные
- греческий орден Спасителя, офицер золотого креста (1867).